# Phalangiotarbida
Ordre
Synonymes
- † Architarbi Petrunkevitch, 1945
- † Architarbida Petrunkevitch 1945,
- † Phalangiotarbi Haase 1890

Les Phalangiotarbida forment un ordre fossile d’arachnides à l'abdomen segmenté et dans la continuité du céphalothorax, qui ont existé du Dévonien au Permien, la majorité datant du Carbonifère.

## Classification
L'ordre des Phalangiotarbida est décrit par Erich Haase en 1890,.

## Liste des familles
Selon The World Spider Catalog 12.0 :
- † Anthracotarbidae Kjellesvig-Waering, 1969
- † Architarbidae Karsch, 1882
- † Devonotarbidae Poschmann and Dunlop 2012[2]
- † Heterotarbidae Petrunkevitch, 1913
- † Opiliotarbidae Petrunkevitch, 1949

### Publication originale
- [1890] (de) Erich Haase, « Beitrag zur Kenntniss der fossilen Arachniden. », Zeitschrift der Deutsche geologische Gesellschaft, vol. 1890,‎ 1890, p. 629–657.